# علي السرميني
علي السرميني (1943 - 5 نوفمبر 2019) فنان تشكيلي سوري من مواليد حلب، حاصل على دكتوراه في التصوير الجداري والغرافيك، بدرجة جيد جداً من «الأكاديمية العليا للفنون الجميلة» في برلين.
تتلمذ على أيدي الفنانين الرائدين غالب سالم وفاتح المدرس بعد أن نجح في منحة دراسية لدراسة الفنون الجميلة بدمشق عام 1966.

## سيرته المهنية
تخرج عام 1972 من كلية الفنون الجميلة في دمشق بدرجة امتياز، ثم عيّن عام 1974 معيداً فيها، وبعدها أصبح عضواً في «الهيئة التأسيسية» في قسم التصوير في الكلية، وشغل منصب وكيلها ما بين عامي 1981 و 1991، ليصار بعدها إلى تعيينه كعميد للكلية ما بين عامي 1993 و 2000، وقد أسهم في تأسيس «نقابة الفنون الجميلة» وانتخب عن فناني حلب عام 1967 وأصبح عضواً في «مجلس إدارة النقابة» في سوريا لمدة ثلاث سنوات، وعمل في عضوية لجنة المقتنيات العليا ومهرجان بينالي المحبة وعضو لجنة النصب التذكارية.

## أعماله
ظل السرميني حتى آخر أيام حياته ينظم معارض فردية داخل سوريا وخارجها، إلى جانب مشاركته في معارض جماعية وسنوية تقام في بلاده. علماً أن أعماله متوافرة في «المتحف الوطني» في دمشق، ولدى «وزارة الثقافة»، وفي عدة مؤسسات حكومية سورية. كرّمته وزارة الثقافة السورية عام 2017 ونال العديد من الجوائز منها الجائزة الأولى لمعرض جامعة دمشق، عام 1968، كما حصل على براءة تقدير من رئيس مجلس الوزراء عام 1988.

### لوحة القنيطرة على أشلائهم
في سبعينيات القرن الماضي افتتح ضمن صالة المعارض الفنية في دار القوميات بموسكو معرضاً كرس عدداً من لوحاته للجولان السوري المحتل ومدينة القنيطرة التي دمّرها العدوان الإسرائيلي فكانت في مقدمة معرضه لوحة (القنيطرة على أشلائهم) وهي ثلاثة أعمال رسمت بتقنية إبداعية عالية على حطام طائرات الجيش الإسرائيلي (الفانتوم) التي أسقطتها الدفاعات الجوية السورية في حرب تشرين عام 1973، أهداها الرئيس السوري الراحل حافظ الأسد لشخصيات سياسية كبيرة في الاتحاد السوفييتي السابق والولايات المتحدة الأميركية.

## وفاته
غيّب الموت الفنان التشكيلي الدكتور علي السرميني صباح الثلاثاء 5 تشرين الثاني 2019 عن عمر يناهز 76 عاما في مشفى الأسد الجامعي بدمشق إثر صراع مع المرض.